# فيروس دي إن إيه

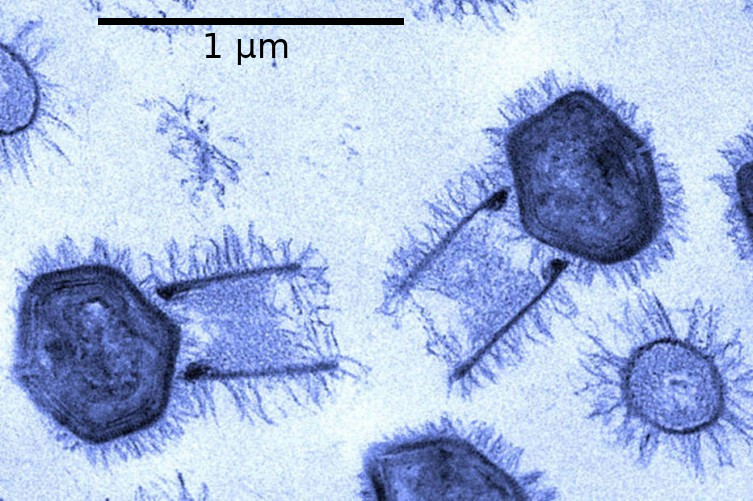

فيروس دي إن إيه أو فيروس الحمض النووي الريبوزي منقوص الأكسجين (بالإنجليزية: DNA virus)‏ هي فيروسات تكون المادة الوراثية الموجودة فيها حمضًا نوويًا ريبيًا منقوص الأكسجين (DNA) وتتضاعف هذه الفيروسات باستخدام إنزيم دنا بوليميراز، عادة ما يكون الحمض النووي مزدوج السلسلة (dsDNA) لكن قد يكون أيضًا وحيد السلسلة (ssDNA)، تنتمي فيروسات الدي إن إيه إما إلى المجموعة 1 أو إلى المجموعة 2 بحسب تصنيف بالتيمور للفيروسات. عادة ما يتضاعف الحمض النووي مفرد السلسة ليصبح مزدوج السلسة في الخلايا المصابة. على الرغم من أن المادة الوراثية لفيروسات المجموعة السابعة مثل فيروس التهاب الكبد هي دي إن إيه، لكنها لا تعتبر فيروسات دي إن إيه بحسب تصنيف بالتيمور، بل فيروسات نسخ عكسي لأنها تتضاعف عبر تواسط سلسلة آر إن إيه (رنا). سبب بعض الأمراض البارزة كالجدري، والهربس وجدري الماء فيروسات حمضها النووي هو دي إن إيه.

## المجموعة 1: فيروسات الدي إن إيه مزدوجة السلسة
يختلف تنظيم الجينوم داخل هذه المجموعة بشكل كبير، إذ يحتوي بعضها على جينومات دائرية (مثل الفيروسات العصوية والبابوفية، والبوليدنافيريديا) بينما يحتوي البعض الآخر على جينومات خطية (كالفيروسات الغدية والهربس وبعض العاثيات). تملك بعض العائلات جينومات خطية تتبدّل لتصبح دائرية الشكل (عاثية الأمعاء T4 وبعض الفيروسات المُقزّحة). البعض الآخر لديه جينومات خطية ذات نهايات مغلقة بشكل تساهمي (مثل فيروسات الجدرية والفيكودنافيريديا).
وصف فيروس يصيب الأركيا (العتائق أو البدئيات أو البكتيريا القديمة) لأول مرة في عام 1974. ووصف العديد من الفيروسات الأخرى منذ ذلك الحين، ويملك معظمها مورفولوجيا رأس-ذيل وجينوم خطي مزدوج السلسلة. ووُصفت مورفولوجيات أخرى أيضًا: كمغزلية الشكل، والتي لها شكل القضيب، والخيطية، والأيكوزاهيدرال (ذات الـ 20 وجهًا) والكروية. وقد توجد أنواع مورفولوجية أخرى غير معروفة بعد أيضًا.
يُحدّد تصنيف الرتبة داخل هذه المجموعة على أساس المورفولوجيا وليس على أساس التشابه في تسلسل الحمض النووي. يُعتقد أن المورفولوجيا مصونة بشكل أكبر من التشابه التسلسلي أو تصنيف الرتبة الجيني المتغير للغاية في هذه المجموعة. توجد ثلاث رُتب و31 فصيلة معترف بها حاليًا. اقتُرح ترتيب نووي هيولي رابع –ترتيب ميغافيرياليس- لفيروسات الدي إن إيه. لم يُصادق بعد على هذا الاقتراح بعد من قبل اللجنة الدولية لتصنيف الفيروسات. واكتُشفت أربعة أجناس لم يُحدّد لها عائلة بعد.
توجد 15 عائلة تملك غلافًا فيروسيًا. ويشمل ذلك كل العائلات الثلاث من رتبة الهربس والعائلات التالية: الفيروسات الزقية، وفيروسات الأمبولافيرديا والأسفارفيديا والفيروسات العصوية، والفيروسات المستدقة، والغلوبولوفيرديا، وفيروسات القطرة، والهيتروسافيرديا، والفيروسات المُقزّحة، والليبوثريكسيفيرديا، والنيمفاريديا (فيروسات متلازمة البقع البيضاء).
العاثيات (وهي الفيروسات التي تصيب البكتيريا) التي تنتمي إلى عائلات التكتيفيرديا الفيروسات القشرية تملك غشاء شحميًا ثنائي الطبقة داخل غشاء بروتين إيكوساهيدرالي (متعدد السطوح) ويحيط الغشاء بالجينوم. فيروس قشرة الأضلاع وفيروس سولفولوبوس توريتيد الإيكوساهيدرالي لهما نفس البنية.
تختلف الجينومات في هذه المجموعة بشكل كبير إذ يتراوح طولها تقريبًا بين 10 كيلو قاعدة حتى أكثر من 2.5 ميغا قاعدة. أكبر العاثيات المعروفة هي عاثية الكليبسيلا vB_KleM-RaK2 التي تحتوي على جينوم مؤلف من 346 كيلو قاعدة.
تعد العاثيات الفيروسية مجموعة من الفيروسات التي تصيب فيروسات أخرى.
وُصف فيروس ذو طريقة جديدة في تغليف الجينوم يصيب الأنواع من جنس السولفولوبوس، ونظرًا لأن هذا الفيروس لا يشبه أي فيروس معروف، فقد صُنّف ضمن عائلة جديدة، هي عائلة بورتوغلوبوفيريديا.
وُصف فيروس آخر يصيب أنواع السلفولوبوس -فيروس سلفوسوبوس البيضوي 1-، هذا الفيروس المغلف له قُفيصة فريدة ويمكن وضعه ضمن تصنيف جديد أيضًا.

### مجموعات المضيفات التي تُصيبها الفيروسات
تصيب الأنواع من رتبة كاودوفايرالس ومن عائلات الفيروسات القشرية، والتيكتيفيريديا البكتيريا.
تصيب أنواع رتبات الليغاميفيرالس وعائلات أمبولافيرديا، وبيكودافيريا، وكلافافيريديا والمستدقات، وغلوبولوفيريديا، وغوتافيريديا، وتريسترومافيريديا، وتوريفيريديا أنواع العتائق مفرطة الحرارة التي تنتمي  لشعبة العتائق المصدرية.
تصيب أنواع من فيروسات الهربس وعائلات الفيروسات الغدية، والأسفافيريديا، والإيريدوفيريديا، والبابيلومافيريديا، والبوليومافيريديا، والبوكسيفيريديا الفقاريات.
تصيب أنواع عائلات الأسكوفايروس والباكولوفايروس والهيتيروسافيرديا والإيريدوفيرديا والبولينافيروس من جنس نوديفايروس الحشرات.
تصيب أنواع عائلة الميميفيرديا، وأنواع المارسيليفايروس والميغافايروس والعاثيات الفيروسية مافايروس والعاثيات الفيروسية سبوتنيك الأوالي.
تصيب أنواع من عائلة نيمافيريديا القشريات.
تصيب أنواع من عائلة فيكونافيرديا وأنواع العاثيات الفيروسية أورغانيك ليك الطحالب. وهي أنواع الفيروسات ثنائية سلسلة الدي إن إيه الوحيدة المعروفة التي تصيب النباتات.
تصيب أنواع عائلة البلازمافيرديا أنواع من صنف الرخصيات.
تصيب أنواع عائلة الباندورافيرديا الأميبات.
تصيب أنواع من جنس الدينودافيروس السوطيات الدوارة، وهي الفيروسات الوحيدة التي تصيب السوطيات الدوارة.
تصيب أنواع جنس الريزيدوفايروس السوطيات المتغايرة، وهي الفيروسات ثنائية سلسلة الدي إن إيه الوحيدة المعروفة التي تصيب السوطيات المتغايرة.
تصيب أنواع جنس السالتيبروفايروس والسفيروليب العتائق العريضة.

### التصنيف
- رتبة الفيروسات الذنبية:
  - عائلة الفيروسات العضلية التي تشمل عاثية الأمعاء T4
  - عائلة الفيروسات القدمية التي تشمل عاثية الأمعاء T7
  - عائلة الفيروسات السيفاوية التي تشمل عاثية الأمعاء λ
- رتبة فيروسات الهربس:
  - عائلة ألوهيربسفيريديا.
  - عائلة فيروسات الهربس بما فيها فيروسات الهربس البشري وفيروس جدري الماء.
  - عائلة المالاكوهربسفيرديا.
- رتبة فيروسات الليغامينفايرالس.
  - عائلة الليبوثيركسفيرديا.
  - عائلة روديفيرديا.
- عائلات غير محددة:
  - عائلة الأدينوفيرديا (الفيروسات الغدية) التي تتضمن فيروسات تسبب عدوى الفيروس الغدي البشري.
  - عائلة الأمبولافيرديا.
  - عائلة أسكوفيرديا.
  - عائلة أسفافيرديا التي تشمل فيروس حمى الخنازير الأفريقية.
  - عائلة باكولوفيرديا.
  - عائلة بيكاودافيرديا
  - عائلة كلافافيرديا.
  - عائلة كورتيكوفيرديا.
  - عائلة فوسيلوفيرديا.
  - عائلة غلوبولوفيرديا.
  - عائلة غوتافيرديا.
  - عائلة هيتروسافيريا.
  - عائلة إيريدوفيرديا.
  - عائلة لافيدافيرديا.
  - عائلة مارسيلفيديا.
  - عائلة ميميفيرديا.
  - عائلة نيمافيرديا.
  - عائلة نوديفيرديا.
  - عائلة باندورافيرديا.
  - عائلة بابيلومافيرديا.
  - عائلة فيكودنافيرديا.
  - عائلة بلازمافيرديا.
  - فيروسات بوليدنافايروس.
  - عائلة بوليمافيرديا التي تتضمن الفيروس القردي 40 والفيروس الحليمي البشري 2 (جي سي)فيروس البي كيه.
  - عائلة الفيروسات الجدرية، والتي تشمل جدري البقر، والجدري.
  - عائلة سفيروليبوفيريديا.
  - عائلة الفيروسات السقفية.
  - عائلة تريستومافيريديا.
  - عائلة توريفيرديا.
- الأجناس غير المخصصة:
  - فيروسات الدينودنا.
  - فيروسات سالتيربرو.
  - فيروسات الريزيدو.
- الأنواع غير المخصصة:
  - الفيروس المرتبط بمتلازمة أذن البحر الضمورية.
  - فيروسات أبيس ميليفيرا الخيطية.
  - فيروس الورم الحليمي.
  - فيروسات كيدرات.
  - فيروسات كاومويبا.
  - فيروسات كي آي إس.
  - فيروسات لينتيل.
  - فيروسات ليبتوبيلينيا بولاردي الخيطية.
  - فيروسات ميجا.
  - فيروسات ميتالوسفيرا توريتيد إيكوساهيدرال.
  - فيروس لين سيبيري.
  - فيروس أورفيو IHUMI-LCC2
  - فيروسات فيوسيستيس.
  - فيروس بيثو.
- عاثيات الفيروسات:
  - عائلة لافيدافيرديا.
    - عاثيات فيروسات ليك العضوية.

  - عاثيات فيروسات آسي ليك مافيروس.
  - عاثيات فيروسات ديشوي ليك 1.
  - عاثيات فيروسات الغواراني.
  - عاثيات فيروسات الفيروس الكيسي البلعمي.
  - عاثيات فيروسات ريو نيجرو.
  - عاثيات فيروسات سبوتنيك 2.
  - عاثيات فيروسات يلو ستون 1
  - عاثيات فيروسات يلو ستون 2
  - عاثيات فيروسات يلو ستون 3
  - عاثيات فيروسات يلو ستون 4
  - عاثيات فيروسات يلو ستون 5
  - عاثيات فيروسات يلو ستون 6
  - عاثيات فيروسات يلو ستون 7
  - عاثيات فيروسات زاميلون 2

### الفيروسات غير المصنفة
عُثر على مجموعة من فيروسات الحمض النووي مزدوج السلسة عند الأسماك، ويبدو أنها مرتبطة بفيروسات الهربس.
وُصفت مجموعة أخرى من الفيروسات التي تصيب الأسماك.

## اقرأ أيضا
- دوبلودنافيريا (فيروسات)